# Morpho epistrophus
Morpho epistrophus är en fjärilsart som beskrevs av Fabricius 1796. Morpho epistrophus ingår i släktet Morpho och familjen praktfjärilar. Inga underarter finns listade i Catalogue of Life.

## Bildgalleri

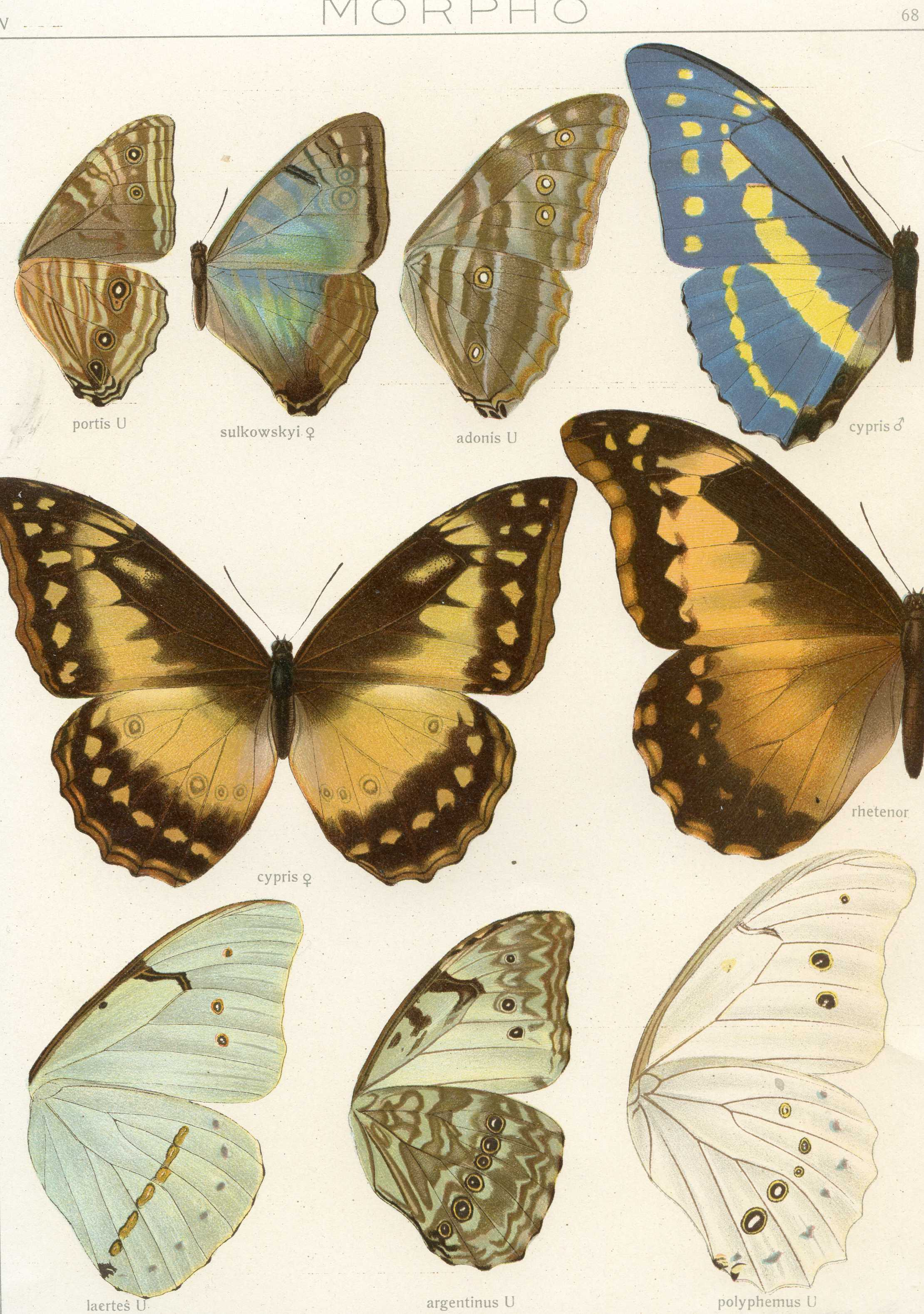
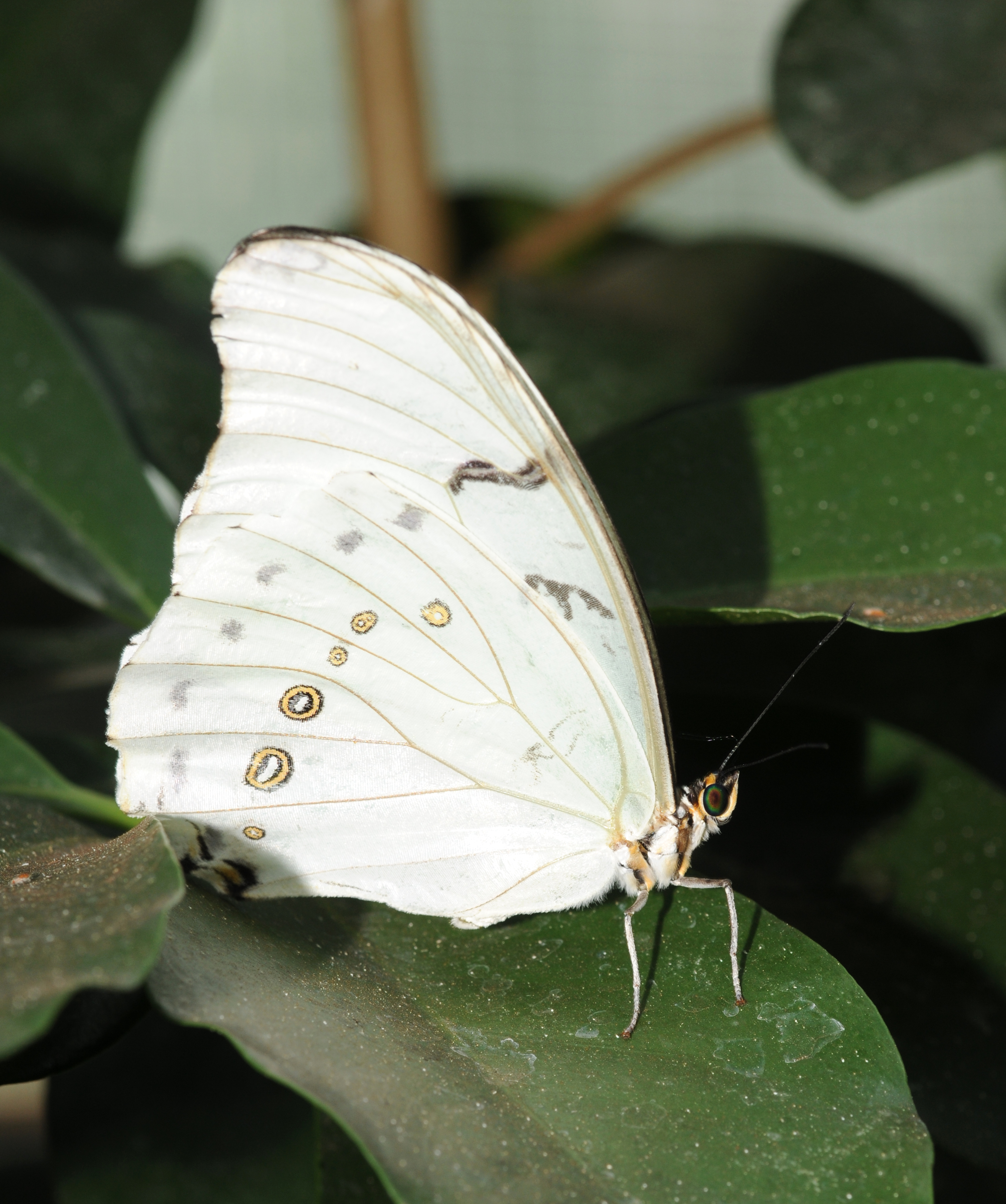